# Bull Pass
Bull Pass är ett bergspass i Antarktis. Det ligger i Östantarktis. Nya Zeeland gör anspråk på området. Bull Pass ligger 1 047 meter över havet.
Terrängen runt Bull Pass är bergig västerut, men österut är den kuperad. Trakten är obefolkad. Det finns inga samhällen i närheten. 